# マチェラータ

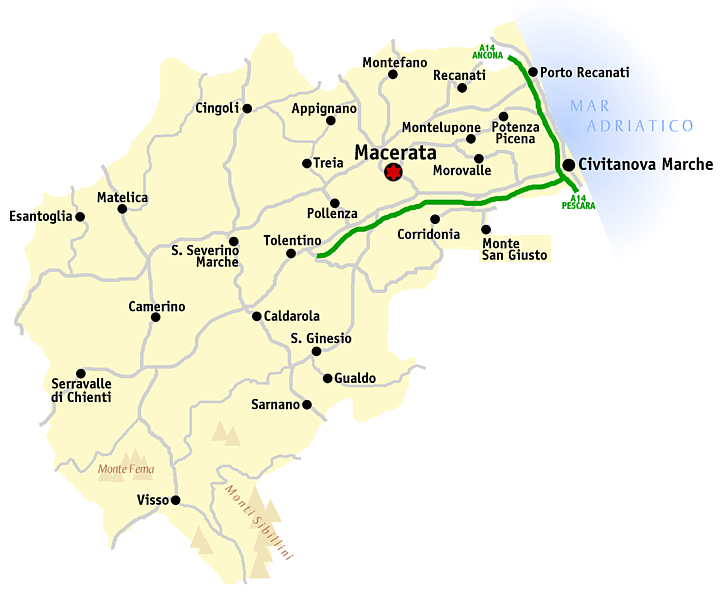
マチェラータ県概略図

マチェラータ（伊: Macerata ( 音声ファイル)）は、イタリア共和国マルケ州にある都市で、その周辺地域を含む人口約41,000人の基礎自治体（コムーネ）。マチェラータ県の県都である。

## 地理

### 位置・広がり
マチェラータは県域北東部の都市で、アドリア海沿岸のチヴィタノーヴァ・マルケから西へ22km内陸に入った場所にある。また、州都アンコーナから南へ36km、ペルージャから東北東へ89km、ペスカーラから北北西へ112km、首都ローマから北北東へ174kmの距離にある。

#### 隣接コムーネ
隣接するコムーネは以下の通り。
- アッピニャーノ
- コッリドーニア
- モンテカッシアーノ
- モンテルポーネ
- モッロヴァッレ
- ポッレンツァ
- レカナーティ
- トレンティーノ
- トレイア

### 気候分類・地震分類

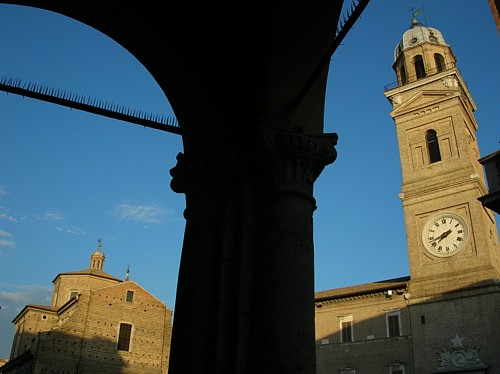
Centro cittadino

マチェラータにおけるイタリアの気候分類 (it) および度日は、zona D, 2005 GGである。
また、イタリアの地震リスク階級 (it) では、zona 2 (sismicità media) に分類される。

## 行政

### 分離集落
マチェラータには、以下の分離集落（フラツィオーネ）がある。
- Cimarella, Colleverde, Consalvi, Isola di Macerata, Madonna del Monte, Montanello, Montevinci, Piediripa, San Liberato, Santa Maria del Monte, Santo Stefano, Sforzacosta, Valle, Valteia, Villa Potenza

## 人物

### 著名な出身者
- マテオ・リッチ - 16-17世紀のイエズス会宣教師。中国で布教、西洋科学思想を東洋に伝える。
- ジョヴァンニ・マリオ・クレシンベーニ（英語版） - 17-18世紀前半の詩人・批評家。アルカディア派の中心人物の一人。
- ラウロ・ロッシ（英語版） - 19世紀のオペラ作曲家。
- ジュゼッペ・ガリボルディ（英語版） - 19-20世紀のフルート奏者、作曲家。
- ジュゼッペ・トゥッチ - 20世紀の東洋学者。
- シピオーネ（ジーノ・ボニチ） - 20世紀前半の画家。
- ダンテ・フェレッティ - 映画美術監督、衣裳デザイナー。
- ラウラ・ボルドリーニ（英語版） - ジャーナリスト、政治家。代議院議長。
- カミラ・ジョルジ - テニス選手。

## 姉妹都市
- ヴァイデン・イン・デア・オーバープファルツ、ドイツ - 1963
- イシー＝レ＝ムリノー、フランス - 1982
- フロリアーナ、マルタ - 2007
- Kamëz、アルバニア - 2010
- 太倉市、中華人民共和国 - 2020
- ランチャーノ、イタリア - 2023